# Iulomorpha pallida
Iulomorpha pallida är en mångfotingart som beskrevs av Carl Graf Attems 1928. Iulomorpha pallida ingår i släktet Iulomorpha och familjen Iulomorphidae. Inga underarter finns listade i Catalogue of Life.